# Vlag van het Hoofdstedelijk Territorium Islamabad

Vlag van het Hoofdstedelijk Territorium Islamabad

De vlag van het Hoofdstedelijk Territorium Islamabad is gebaseerd op de Pakistaanse vlag. Het diagonale ontwerp is evenwel gekozen om de vlag van het Hoofdstedelijk Territorium Islamabad te kunnen onderscheiden van de nationale vlag. Het betreft een voorgestelde vlag: de vlag is niet in officieel gebruik.
De vlag is vierkant om de driehoeken symmetrisch te maken. Het groen en wit, alsmede de halve maan en de ster zijn overgenomen uit de nationale vlag. De zwarte kleur verwijst naar de zwarte vlaggen die moslims onder leiding van Mohammed zouden hebben gebruikt bij hun verovering van Mekka.